# Jan Płóciniczak
Jan Płóciniczak (ur. 28 marca 1928 w Jezierzycach Kościelnych, zm. 2004) – polski działacz partyjny i państwowy, były I sekretarz Komitetu Powiatowego PZPR w Lesznie, w latach 1981–1986 I sekretarz Komitetu Wojewódzkiego PZPR w Lesznie.

## Życiorys
Syn Stanisława i Marianny. Kształcił się w Wieczorowym Uniwersytecie Marksizmu-Leninizmu (1967) i w Wyższej Szkole Partyjnej KPZR (1974). Należał do Organizacji Młodzieży Towarzystwa Uniwersytetu Robotniczego, Związku Młodzieży Polskiej (1950–1953) oraz Związku Zawodowego Pracowników Państwowych i Społecznych. W 1954 wstąpił do Polskiej Zjednoczonej Partii Robotniczej. Był m.in. zastępcą przewodniczącego Prezydium Powiatowej Rady Narodowej w Krotoszynie. Od 1958 związany z Komitetem Powiatowym PZPR w Lesznie, gdzie był kolejno instruktorem, członkiem egzekutywy, sekretarzem, a w latach 1972–1975 I sekretarzem. Od 1975 członek egzekutywy i sekretariatu Komitetu Wojewódzkiego PZPR w Lesznie. Od 1975 do 1980 był w nim sekretarzem ds. rolnych, a od 1980 do 1981 kierował Wojewódzką Komisją Rewizyjną. Od 13 czerwca 1981 do 10 stycznia 1986 pełnił funkcję I sekretarza KW PZPR w Lesznie; od 1986 był zastępcą członka Komitetu Centralnego partii.
W latach 1976–1980 był pierwszym prezesem nowo powstałego Aeroklubu Leszczyńskiego.
Pochowany na Cmentarzu Komunalnym w Lesznie.